# Fenolftalein
Fenolftalein je organická aromatická sloučenina. Často se používá při acidobazických titracích jako indikátor.

## Výroba
Fenolftalein byl poprvé připraven roku 1871 německým chemikem Adolfem von Baeyerem reakcí fenolu s ftalanhydridem, z čehož pochází název fenolftalein. Reakce probíhá za katalýzy kyseliny sírové a za tepla (nesmí dojít k přehřátí, protože by se rozpadal ftalanhydrid). Při reakci vzniká jako vedlejší produkt voda.

## Titrace
Při acidobazických titracích se využívá barevného přechodu fenolftaleinu při změně pH. V kyselém prostředí je fenolftalein bezbarvý, v bazickém prostředí se zbarví fialově. K přechodu dochází při pH 8,2-9,8. Fenolftalein se používá ve formě roztoku v ethanolu.
| Sloučenina | H3In+                                        | H2In                     | In2−                  | In(OH)3−       |
| Struktura  |                                              |                          |                       |                |
| Model      |                                              |                          |                       |                |
| pH         | < 0                                          | 0 až 8,2                 | 8,2 až 12,0           | > 12,0         |
| Prostředí  | silně kyselé                                 | kyselé až slabě zásadité | zásadité              | silně zásadité |
| Barva      | oranžová                                     | bezbarvá                 | růžová až fialová     | bezbarvá       |
| Obrázek    | Fenolftalein v koncentrované kyselině sírové |                          | Fenolftalein při pH=9 |                |

## Užití

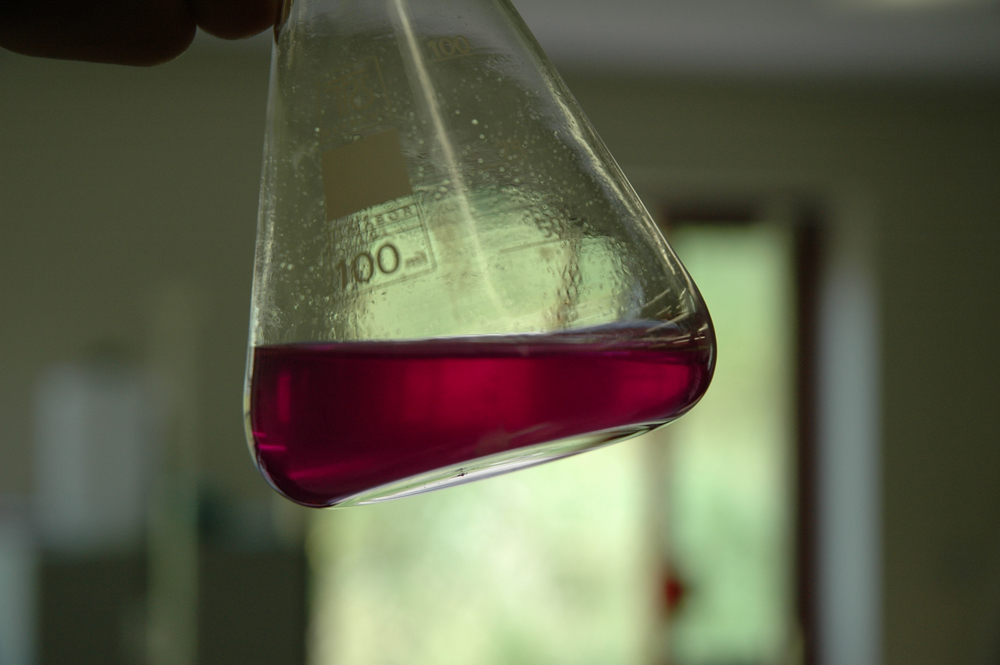
Fenolftalein v alkalickém prostředí

Fenolftalein se používá jako projímadlo. V současné době se od jeho použití ustupuje z důvodu možné karcinogenity.
Fenolftalein společně s peroxidem vodíku se používá při testování přítomnosti krve v Kastleho-Meyerově testu.
Další použití nachází při výrobě hraček, například mizejících inkoustů. Inkoust je smíchán s hydroxidem sodným, který reaguje se vzdušným oxidem uhličitým. Při reakci vzniká uhličitan sodný a klesá pH inkoustu. Pokles pH způsobí přechod fenolftaleinu z fialové do bezbarvé formy.